# Estación de Las Rozas de Valdearroyo
Las Rozas de Valdearroyo es un apeadero ferroviario con parada facultativa situado en el municipio español de Las Rozas de Valdearroyo en la comunidad autónoma de Cantabria, comarca de Campoo-Los Valles. Forma parte de la red de ancho métrico de Adif, operada por Renfe Operadora a través de su división comercial Renfe Cercanías AM. Cuenta con servicios regionales de la línea R-4f, que une Léon con Bilbao.

## Situación ferroviaria
La estación se encuentra situada en el punto kilométrico 188,2 de la línea férrea de ancho métrico de La Robla y León a Bilbao (conocido como Ferrocarril de La Robla), entre los apeaderos de Montes Claros y Llano, a 825 metros de altitud. El kilometraje es el histórico, tomando la estación de La Robla como punto de partida. El tramo es de vía única y no está electrificado. Según Adif, la denominación oficial de la línea a la que pertenece la estación es la 08-790 (Asunción Universidad-Aranguren).

## Historia
Tras la ceremonia de inauguración de la línea el 11 de agosto de 1894, la estación fue abierta al tráfico el 14 de septiembre de 1894 con la puesta en marcha del tramo Cistierna-Sotoscueva no quedando La Robla y Bilbao finalmente unidas sin transbordo en Valmaseda hasta el 15 de diciembre de 1902. Forma parte de las estaciones originales de la línea.
Las obras y la explotación inicial de la concesión corrieron a cargo de la Sociedad del Ferrocarril Hullero de La Robla a Valmaseda, S.A. (que a partir de 1905 pasó a denominarse Ferrocarriles de La Robla, S.A.).
A finales del siglo XVIII y principios del XIX, el municipio vivió un temprano proceso de industrialización basado en la minería y en las industrias de vidrio gracias a las arenas abundantes que se extrajeron del territorio. No obstante a finales del siglo XIX los altos costes de producción y los problemas para colocar la producción en el mercado hicieron a la industria entrar en una crisis que se agravó cuando a principios del siglo XX los proyectos de construcción del embalse del Ebro incluyeron entre las zonas previsibles de ser anegadas, gran parte de las minas y de las zonas de extracción. En torno a 1913 las industrias procedieron a su cierre, mientras que las minas de lignito lo hicieron en 1934.
El 26 de agosto de 1946 se abrió la variante sur de Arija de casi 11 km, del Pk. 185,028 al Pk. 196,043, inaugurando el nuevo tendido a mayor cota y alargando el recorrido por el sur, pues parte del antiguo trazado quedaría bajo las aguas del Embalse del Ebro. Este cambio de trazado supuso la desaparición de la antigua estación y la inauguración del nuevo apeadero.  
En 1972, FEVE compró la compañía debido a la decadencia que padecía la línea, provocada por la falta de rentabilidad que sufrió la industria del carbón. Sin embargo, bajo el mandato de la empresa pública la explotación empeoró y el servicio de viajeros quedó suspendido entre Matallana y Bercedo-Montija desde el 27 de diciembre de 1991, tramo que incluye esta estación.
Esta medida no fue bien aceptada por los vecinos de las zonas afectadas que pidieron su reapertura. A partir de 1993, la línea comenzó a prestar servicio por tramos y el 19 de mayo de 2003, merced a un acuerdo con la Junta de Castilla y León, se reanudó el tráfico de viajeros entre León y Bilbao.
El 1 de enero de 2013, se disolvió la empresa Feve en un intento del gobierno por unificar vía ancha y estrecha, encomendándose la titularidad de las instalaciones ferroviarias a Adif y la explotación de los servicios ferroviarios a Renfe Operadora, distinguiéndose la división comercial de Renfe Cercanías AM para los servicios de pasajeros y de Renfe Mercancías para los servicios de mercancías.

## La estación
Pertenece a las estaciones aparecidas en el proyecto original de la línea. No obstante, tras la construcción original de la línea, no existía nada en el lugar. En sus momentos de mayor auge llegó a instalarse una playa de vías en la explanada que se encuentra tras el apeadero, quedando únicamente una antigua vía derivada ya desconectada de la red.
Se encuentra a la derecha de la vía en sentido ascendente de kilometraje. Está situado al pie de la carretera CA-730 y a orillas del Embalse del Ebro, centrada en el casco urbano del pueblo diseminado que le da nombre. No tiene más mobiliario que un refugio acristalado, diferente a los de la mayoría de la línea, basada en la última imagen corporativa de FEVE.
Aunque en la cartelería exterior solo figura el nombre de Las Rozas, dentro del apeadero figura el nombre completo, Las Rozas de Valdearroyo. El entorno del apeadero se encuentra cuidado con esmero, como demuestran los pequeños jardines de la base del andén.

## Servicios ferroviarios

### Regionales
Los trenes regionales que realizan el recorrido León - Bilbao (línea R-4f) tienen parada en la estación. Su frecuencia es de 1 tren diario por sentido. En las estaciones en cursiva, la parada es discrecional, es decir, el tren se detiene si hay viajeros a bordo que quieran bajar o viajeros en la parada que manifiesten de forma inequívoca que quieren subir. Este sistema permite agilizar los tiempos de trayecto reduciendo paradas innecesarias.
Las conexiones ferroviarias entre Las Rozas de Valdearroyo y el resto de estaciones de la línea, para los trayectos regionales, se efectúan exclusivamente con composiciones de la serie 2700
| Línea | Origen/Destino   | Paradas intermedias | Destino/Origen |
| ----- | ---------------- | --- | -------------- |
|       | Bilbao Concordia | Amézola · Basurto Hospital · Zorroza-Zorrozgoiti · Iráuregui · Zaramillo · Sodupe · Aranguren · Aranguren-Apeadero · Zalla · Valmaseda · Arla-Berrón · Ungo-Nava · Mercadillo-Villasana · Cadagua · Bercedo-Montija · Quintana · Espinosa de los Monteros · Redondo · Sotoscueva · Pedrosa · Dosante Cidad · Robredo Ahedo · Soncillo · Cabañas de Virtus · Arija · Llano · Las Rozas de Valdearroyo · Montes Claros · Los Carabeos · Mataporquera · Cillamayor · Salinas de Pisuerga · Vado-Cervera · Castrejón de la Peña · Villaverde-Tarilonte · Santibáñez de la Peña · Guardo-Apeadero · Guardo · La Espina · Valcuende · Puente Almuhey · Cerezal de la Guzpeña · Prado de la Guzpeña · La Llama de la Guzpeña · Valle de las Casas · Sorriba · Cistierna · La Ercina · Boñar · La Vecilla · Matallana · San Feliz · Asunción/Universidad | León-Matallana |